# 富明安
富明安（1700年—1774年），字师樊，一字仁轩，富察氏，满洲镶红旗人。清朝官员。

## 生平
由文生员官至福建、广西按察使，江西布政使，山东巡抚，闽浙总督和湖广总督。死后赠太子太保衔，谥恭恪。著有《挹翠轩诗》一卷。

## 家庭
- 始祖穆當阿。“穆當阿，鑲紅旗人，世居訥殷地方，來歸年分無考。其曽孫穆成額原任禮部侍郎兼佐領，珠成額原任委署叅領，哈三原任刑部尚書。……元孫……富明阿現任員外郎”（载《八旗滿洲氏族通譜》卷26）。德馨和德恺光绪年间著《訥殷富察氏增修支譜不分卷》，始祖穆当阿。根据族谱，此支镶红旗满洲訥殷富察氏和镶白旗讷殷富察氏孟古慎郭和同族。
- 曾祖伊巴漢。
- 祖父圖祿錫。
- 父哈山（又哈三），刑部尚书。
- 子富巽，甘肅布政使。妻徐氏。
- 女富察氏，嫁正蓝旗满洲、雲貴總督伊爾根覺羅氏富綱。
- 孙嘉庆十八年举人、陕甘总督富呢扬阿。
- 孙女富察氏，嫁鈕祜祿氏福朗（父镶黄旗满洲、湖廣總督愛必達，胞姊鈕祜祿氏封乾隆帝之順貴人）。
- 族后裔德馨任巡抚，其两女光绪年间选秀，光绪帝属意的皇后人选，被慈禧太后阻止。

## 延伸阅读
[在维基数据编辑]
 《清史稿·卷324》，出自趙爾巽《清史稿》